# Jump Salty
Jump Salty – album amerykańskiego zespołu Pinhead Gunpowder wydany w 1994 roku.

## Lista utworów
1. „Future Daydream”
2. „Freedom Is...”
3. „I Wanna”
4. „Losers Of The Year”
5. „Big Yellow Taxi”
6. „Dull”
7. „Keeping Warm In The Nighttime”
8. „Beastly Bit”
9. „Benicia By The Bay”
10. „MPLS Song”
11. „In Control”
12. „Hey Now”